# Pitágoras de Esparta (atleta)
Pitágoras de Esparta (en griego antiguo: Πυθαγόρας Λάκων) fue un vencedor de las Olimpiadas de la ciudad de Esparta.
Ganó la  carrera a pie de un estadio de longitud (unos 192 m) en las 16.ª Olimpiadas, en el año 716 a. C.
A veces se considera que Pitágoras inspiró las grandes reformas del rey romano Numa Pompilio, de quien se dice que fue amigo.